# NGC 2857
NGC 2857 is een spiraalvormig sterrenstelsel in het sterrenbeeld Grote Beer. Het hemelobject werd op 9 januari 1856 ontdekt door de Ierse astronoom William Parsons.

## Synoniemen
- UGC 5000
- MCG 8-17-95
- ZWG 238.49
- Arp 1
- PGC 26666